# سیارک ۸۵۴۴
سیارک ۸۵۴۴ (به انگلیسی: 8544 Sigenori، نامگذاری:1993YE) هشت هزار و پانصد و چهل و چهارمین سیارک کشف شده‌است که در ۱۷ دسامبر ۱۹۹۳ کشف شد.